# Roman Șirokov
Roman Nikolaevici Șirokov (rusă Роман Николаевич Широков) (n. 6 iulie 1981) este un fotbalist rus, care joacă pentru Echipa națională de fotbal a Rusiei.

## Palmares
Zenit
- Russian Premier League: 2010
- Cupa Rusiei: 2010